# 국제 항공 연맹
국제 항공 연맹, 또는 세계 항공 스포츠 연맹(프랑스어: Fédération Aéronautique Internationale, FAI)은 항공 스포츠의 세계적인 지배 기구이자 유인 우주 비행에 관한 정의를 관리한다. 1905년 10월 14일에 설립되었으며, 스위스 로잔에 본부를 두고 있다. 이 단체는 항공 활동(기구 비행, 모형항공기, 드론 포함)과 우주 비행에 대한 세계 기록을 유지하고 있다.
대한민국은 1959년에 대한 항공 협회가 대표 기관으로 가입하여 현재 정회원으로 활동한다.

## 역사
FAI는 1905년 6월 10일 브뤼셀에서 열린 올림픽 의회에서 "비행 스포츠를 규제하고, 다양한 항공 회의를 조직하며, 항공공학의 과학과 스포츠를 발전시키기 위한" 협회 창설 결의안이 통과된 후, 1905년 10월 12일부터 14일까지 파리에서 열린 회의에서 설립되었다. 이 회의에는 8개국의 대표들이 참석했다: 벨기에 (Aéro Club Royal de Belgique, 1901년 설립), 프랑스 (Aéro-Club de France, 1898), 독일 (Deutscher Luftschiffer Verband, "독일 비행선 연맹"으로도 알려져 있으며 1902년 설립), 영국 (Royal Aero Club, 1901), 이탈리아(Aero Club d'Italia, 1904), 스페인 (Real Aero Club de España, 1905), 스위스 (Aero-Club der Schweiz, 1900), 그리고 미국 (Aero Club of America, 1905).
2017년 2월 2일, FAI는 국제 자산 관리 회사인 노스피어 벤처스와 새로운 전략적 파트너십을 발표했다. FAI 사무총장 수잔 쇠델, FAI 회장 프리츠 브링크, 그리고 노스피어 벤처스 전무 이사 막스 폴랴코프가 협정에 서명하여 노스피어 벤처스를 FAI의 글로벌 기술 파트너로 만들었다.
FAI는 2022년 러시아의 우크라이나 침공으로 인해 러시아와 벨라루스를 정지시켰으며, 그 결과 러시아와 벨라루스 조종사들은 패러글라이딩, 행글라이딩, 패러모터링을 포함한 13개 FAI 항공 스포츠 종목의 FAI 승인 대회에 참가할 수 없게 되었다.

## FAI 총회
제117회 FAI 총회는 2023년 10월 26일과 27일에 미국 오하이오주 데이턴('항공의 발상지')에서 개최되었다.
제118회 FAI 총회는 2024년 11월 20일부터 21일까지 사우디아라비아 리야드에서 열렸다.
제119회 FAI 총회는 2025년 10월 22일부터 24일까지 핀란드 반타에서 열릴 예정이다.

## 스포츠
13개 스포츠:
1. 항공모형 (모형 비행 – 우주 모형 비행)
2. 아마추어 제작 및 실험용 항공기
3. 열기구 비행
4. 드론
5. 일반 항공
6. 활공
7. 행글라이딩
8. 초경량 비행기 및 패러모터
9. 패러글라이딩
10. 동력 및 글라이더 곡예비행
11. 로터크래프트
12. 낙하산 비행 (스카이다이빙)
13. 우주

## 항공 스포츠 위원회
1. 일반 항공 스포츠 (CASI)
2. 곡예비행 (CIVA)
3. 항공모형 (CIAM)
4. 아마추어 제작 및 실험 항공기 (CIACA)
5. 우주 기록 (ICARE)
6. 기구 비행 (CIA)
7. 일반 항공 (GAC)
8. 활공 (IGC)
9. 행글라이딩 및 패러글라이딩 (CIVL)
10. 초경량 비행기 및 패러모터 (CIMA)
11. 로터크래프트 (CIG)
12. 스카이다이빙 (ISC)

## 행사
- 세계 항공 경기 대회
- 세계 패러글라이딩 선수권 대회
- 세계 활공 선수권 대회
- 세계 낙하산 선수권 대회
- FAI 세계 곡예 비행 선수권 대회
- 세계 열기구 비행 선수권 대회
- FAI 세계 패러모터 슬라롬 선수권 대회
- 2023 FAI F3P 세계 선수권 대회
- 실내 스카이다이빙 월드컵
- FAI 월드 그랑프리
- 레드불 에어 레이스 월드 챔피언십
- 낙하산 비행 (스카이다이빙)

FAI가 승인한 모든 행사는 이벤트 일정에 나열되어 있다.

### 세계 선수권 대회
각 클래스의 첫 번째 세계 선수권 대회가 열린 연도는 다음과 같다. (모형 항공기 경기 및 클래스 참조):
1. 1951: F1A, F1B, F1C
2. 1960: F2A, F2B, F2C, F3A
3. 1961: F1D
4. 1970: F4B, F4C
5. 1972: S-클래스
6. 1977: F3B
7. 1978: F2D
8. 1985: F3C, F3D
9. 1986: F3E (현재: F5B)
10. 1989: F1E
11. 1994: F5D (현재 F3E)
12. 1998: F3
13. 2010: F6A (WAG)
14. 2010: F6B (WAG)
15. 2010: F6D (WAG)
16. 2011: F3K
17. 2012: F3F
18. 2013: F3N
19. 2013: F3P
20. 2014: F4H
21. 2018: F3U
22. 2019: F5J
23. 2024: F3M

## 활동
FAI는 다음 활동의 국제 지배 기구이다:
- FAI 곡예비행 위원회 (Commission Internationale de Voltige Aérienne – CIVA)를 통한 곡예비행[9]
- FAI 항공모형 위원회 (Commission Internationale d'Aéro-Modélisme – CIAM)를 통한 항공모형 및 드론[10]
- FAI 기구 비행 위원회 (Commission Internationale de l'Aérostation – CIA)를 통한 기구 비행[11]
- FAI 일반 항공 위원회 (General Aviation Commission – GAC)를 통한 일반 항공[12]
- FAI 활공 위원회 (International Gliding Commission – IGC)를 통한 활공[13]
- FAI 행글라이딩 및 패러글라이딩 위원회 (Commission Internationale de Vol Libre – CIVL)를 통한 행글라이딩 및 패러글라이딩[14]
- FAI 아마추어 제작 및 실험 항공기 위원회 (Commission Internationale des Aéronefs de Construction Amateur – CIACA)를 통한 인력 항공기[15]
- FAI 초경량 비행기 및 패러모터 위원회 (Commission Internationale de Microaviation – CIMA)를 통한 초경량 비행 및 패러모터[16]
- FAI 국제 스카이다이빙 위원회를 통한 스카이다이빙[17]
- FAI 로터크래프트 위원회 (Commission Internationale de giraviation – CIG)를 통한 로터크래프트[18]

FAI는 활동 기록에 대한 표준을 수립한다. 항공 스포츠의 경우, FAI는 세계 및 대륙 수준의 국제 대회도 감독하며, 세계 항공 경기 대회 및 FAI 월드 그랑프리도 조직한다.
FAI는 FAI 국제 드론 컨퍼런스 및 엑스포를 개최한다. 이 행사는 조직, 기업 및 개인이 오늘날 드론이 어떻게 사용되는지 논의하고 미래에 드론이 어떻게 사용될 것이고 삶에 영향을 미칠지에 대한 프레임워크를 만들기 위한 플랫폼을 제공한다.
FAI는 또한 FAI 우주 기록 위원회 (International Astronautic Records Commission – ICARE)를 통해 유인 우주 비행에서 세워진 기록을 유지한다.

### 카르만선 정의
FAI는 지구 대기와 우주 공간 사이의 경계, 소위 카르만선을 해수면 상공 고도 100 킬로미터 (62 마일; 330,000 피트)로 정의한다.

## 기록

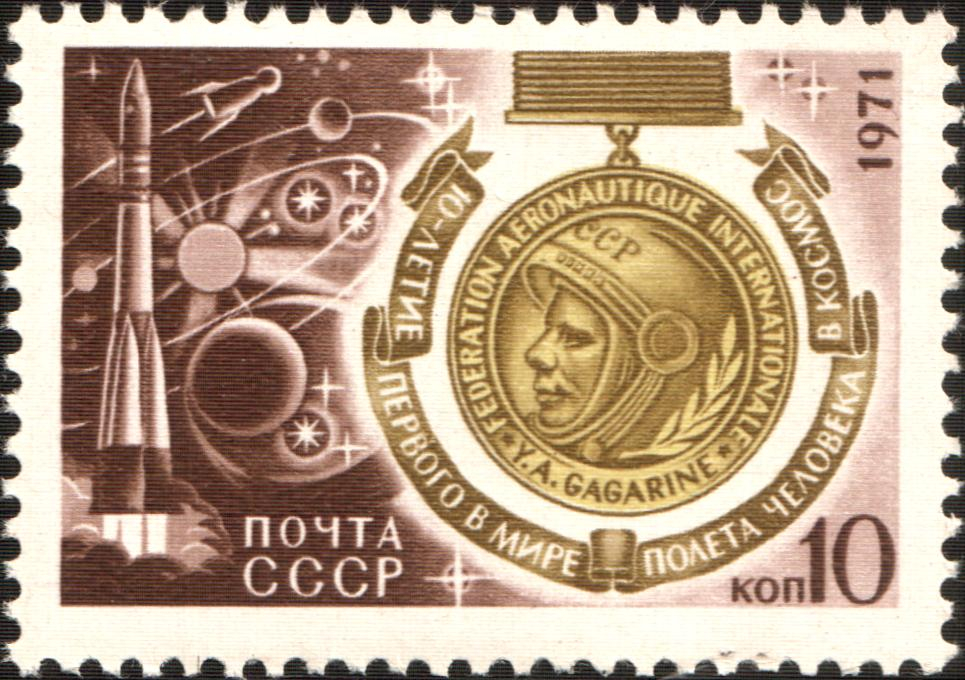
1971년 소련의 FAI가 제정한 유리 가가린 금메달, 우주선, 행성을 묘사한 기념 우표

FAI의 책임 중 하나는 기록적인 비행의 검증이다. 비행이 "세계 기록"으로 등록되려면, 이전 기록보다 특정 비율 이상 초과해야 한다는 조건을 포함한 FAI의 엄격한 규칙을 준수해야 한다. 1930년대 후반부터 군용 항공기가 속도, 거리, 탑재량, 높이 등 동력 항공기 기록의 일부 클래스를 지배했지만, 다른 클래스는 민간인들이 정기적으로 기록을 세우고 있다.
일부 기록은 FAI 기준을 충족하지 못하더라도 국가들이 자국의 기록으로 주장한다. 이러한 주장은 일반적으로 공식 기록 지위를 부여받지 못한다. 예를 들어, 유리 가가린은 FAI 요구 사항을 충족하지 못했음에도 불구하고 첫 유인 우주 비행으로 인정을 받았다. FAI는 처음에 그가 보스토크 우주선에 착륙하지 않았기 때문에(그는 우주선에서 탈출했다) 이 업적을 인정하지 않았지만, 나중에 가가린이 우주로 비행한 최초의 인간임을 인정했다. FAI는 이후 1968년부터 수여된 유리 A. 가가린 금메달을 제정했다.

### 클래스

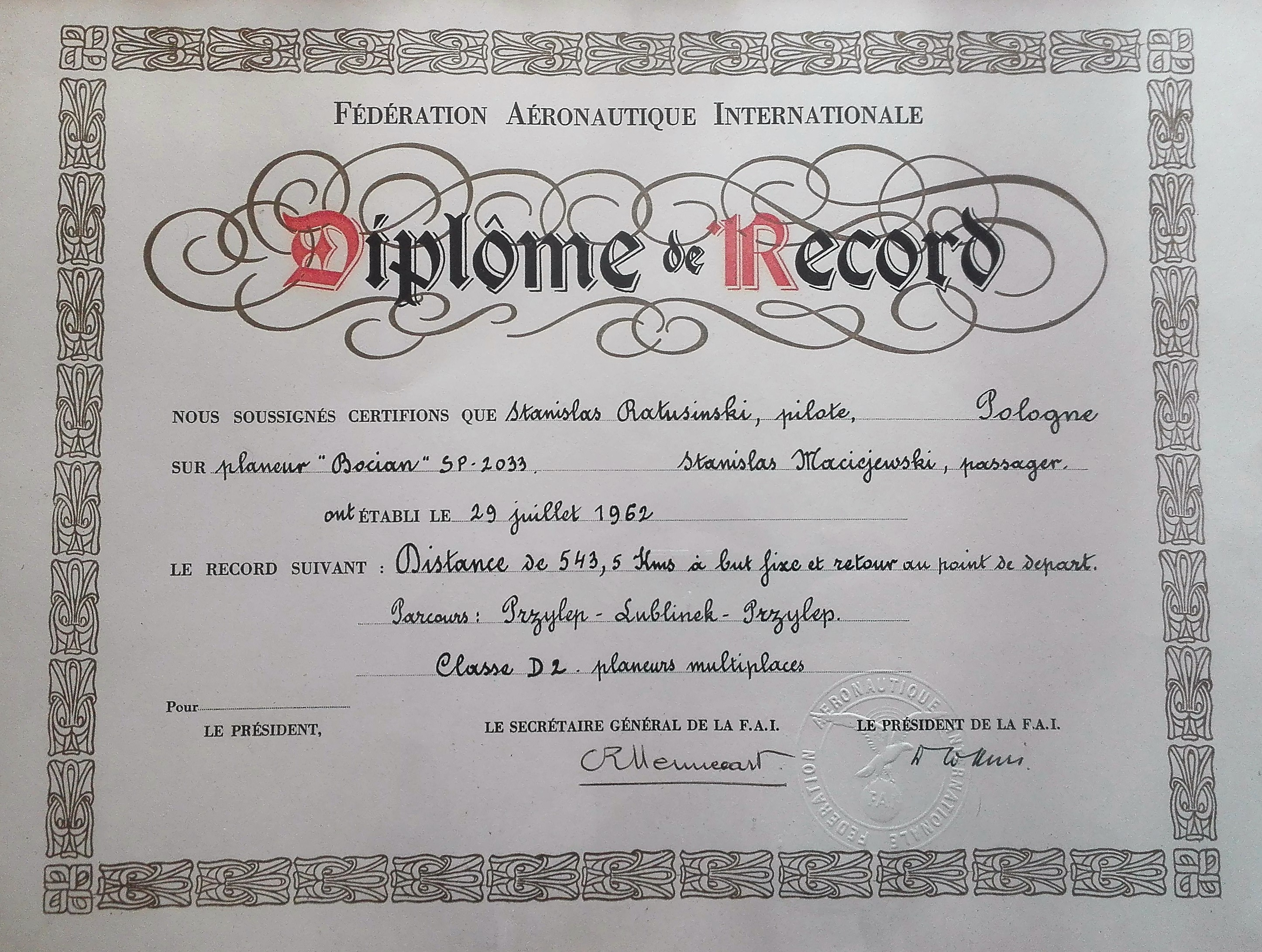
FAI가 발행한 기록 비행 디플롬

다음 유형의 기체들이 기록을 보유하고 있다:
- 클래스 A 자유 기구
- 클래스 B 비행선
- 클래스 C 항공기
  - 클래스 CS 태양열 항공기
- 클래스 D 글라이더 & 동력 활공기
- 클래스 E 로터크래프트
- 클래스 F 모형 항공기
  - 클래스 F1 – 자유 비행
  - 클래스 F2 – 제어선
  - 클래스 F3 – 무선 조종
    - F3K – 원반 발사 글라이더
    - F3F – 슬로프 소어링

  - 클래스 F4 – 스케일 모형 항공기
  - 클래스 F5 – 전동 모형 항공기[23]
    - F5B – 전동 모터 글라이더
    - F5D – 전동 파일런 레이싱 모형 항공기

  - 클래스 F8 – 자율 비행 (2006년 CIAM에서 생성, 나중에 은퇴)
  - 클래스 F9 – 드론 스포츠[24]
    - F9A – 드론 축구
    - F9U – 드론 레이싱
- 클래스 G 스카이다이빙
- 클래스 H 수직 이착륙 (VTOL) 항공기
- 클래스 I 인력 항공기
- 클래스 K 우주선
- 클래스 M 틸트-윙/틸트 엔진 항공기
- 클래스 N 단거리 이착륙 (STOL) 항공기
- 클래스 O 행글라이딩 & 패러글라이딩
- 클래스 P 항공우주선
- 클래스 R 초경량 비행기 및 패러모터
- 클래스 S 우주 모형 (모형 로켓)
- 클래스 U 무인 항공기

### 선정된 기록
| 날짜                                 | 측정                      | 인물                                                                                           | 항공기                               | 유형                                             | Ref(s)                             |
| ------------------------------------ | ------------------------- | ---------------------------------------------------------------------------------------------- | ------------------------------------ | ------------------------------------------------ | ---------------------------------- |
| 클래스 A: 자유 기구                  |                           |                                                                                                |                                      |                                                  |                                    |
| 2015년 1월 31일                      | 160시간 34분.             | 트로이 브래들리 (미국) 레오니트 튜크탸예프 (러시아)                                            | 두 독수리 기구                       | 지속 시간                                        | [ 25 ]                             |
| 1999년 3월 31일                      | 40,814 km.                | 베르트랑 피카르 (스위스) 브라이언 존스 (영국)                                                  | 브라이틀링 오비터                    | 거리                                             | [ 26 ]                             |
| 1961년 5월 4일                       | 34,668 미터               | 말콤 로스 (미국) 빅터 프래더 (미국)                                                            | 윈젠                                 | 절대 고도                                        |                                    |
| 클래스 C: 항공기                     |                           |                                                                                                |                                      |                                                  |                                    |
| 2006년 2월 11일                      | 41,467.53 km              | 스티브 포셋 (미국)                                                                             | 버지니아 애틀랜틱 글로벌플라이어     | 비행 거리 기록 (재급유 없이)                     |                                    |
| 1976년 7월 28일                      | 3,529.56 km/h             | 엘든 W. 조르츠 (미국)                                                                          | SR-71 블랙버드                       | 비행속도기록                                     |                                    |
| 1977년 8월 31일                      | 37,650 m                  | 알렉산드르 바실리예비치 페도토프 (소련)                                                        | MiG E-266M                           | 비행고도 기록                                    |                                    |
| 1938년 10월 22일                     | 17,083 m                  | [[파일:{{{국기그림-1861}}}\|22x20px\|border \|이탈리아\|링크=이탈리아]] 마리오 페치 (이탈리아) | 카프로니 Ca.161                      | 비행고도 기록 (페이로드 없는 피스톤 엔진)        |                                    |
| 클래스 CS: 태양열 항공기             |                           |                                                                                                |                                      |                                                  |                                    |
| 2010년 7월 7일                       | 9,235 m 26시간 10분 19초  | 앙드레 보르슈베르그 (스위스)                                                                   | 솔러 임펄스 (프로토타입)             | 태양열 비행 지속 시간 및 비행고도 기록           | [ 27 ]                             |
| 2012년 5월 25일                      | 1116 km                   | 앙드레 보르슈베르그 (스위스)                                                                   | 솔러 임펄스 (프로토타입)             | 태양열 비행 거리                                 |                                    |
| 클래스 D: 글라이더 및 동력 글라이더  |                           |                                                                                                |                                      |                                                  |                                    |
| 2017년 9월 3일                       | 15,902 m                  | 짐 페인 (미국) 모건 샌더콕 (호주)                                                              | 윈드워드 퍼포먼스 펄란 II            | 활공 고도                                        | [ 28 ]                             |
| 2018년 9월 2일                       | 23,202 m                  | 팀 가드너 (미국) 짐 페인 (미국)                                                                | 윈드워드 퍼포먼스 펄란 II            | 활공 고도 (비준 예정)                            | [ 28 ]                             |
| 2003년 1월 21일                      | 3,008.8 km                | 클라우스 올만 (독일) 카를 라베더 (오스트리아)                                                  | 솀프-히르트 님부스-4                 | 활공 거리                                        |                                    |
| 클래스 E-1: 헬리콥터                 |                           |                                                                                                |                                      |                                                  |                                    |
| 1986년 8월 11일                      | 400.87 km/h               | 존 트레버 에깅턴 (영국)                                                                        | 웨스틀랜드 링스 G-LYNX (개조됨)      | 직선 15/25km 코스 속도                           | [ 29 ]                             |
| 클래스 G-2: 스카이다이빙 성능 기록   |                           |                                                                                                |                                      |                                                  |                                    |
| 2012년 10월 14일                     | 1357.6 km/h               | 펠릭스 바움가르트너 (오스트리아)                                                               | 레드불 스트라토스                    | 수직 속도                                        | [ 30 ]                             |
| 2006년 2월 8일                       | 스카이다이버 400명        | 월드 팀                                                                                        | C-130 5대                            | 최대 스카이다이빙 대형                           | [ 31 ]                             |
| 클래스 I-C: 인력 항공기              |                           |                                                                                                |                                      |                                                  |                                    |
| 1988년 4월 23일                      | 115.11 km 3시간 54분 59초 | 카넬로스 카넬로풀로스 (그리스)                                                                 | MIT 다이달로스 88                    | 인력 비행 거리 및 지속 시간                      | [ 32 ] [ 33 ]                      |
| 1985년 10월 2일                      | 44.32 km/h                | 홀거 로셸트 (서독)                                                                             | 머슬레어 II                          | 폐쇄 회로 속도                                   | [ 34 ]                             |
| 클래스 I-E: 인력 로터크래프트        |                           |                                                                                                |                                      |                                                  |                                    |
| 2013년 9월 25일                      | 1분 37.5초                | 저스틴 마우치 (미국)                                                                           | 가메라                               | 지속 시간                                        | [ 35 ]                             |
| 클래스 O: 행글라이딩 및 패러글라이딩 |                           |                                                                                                |                                      |                                                  |                                    |
| 2016년 10월 13일                     | 564.3.0 km                | 도니제테 발데사르 레모스 (브라질) 하파엘 몬테이루 살라디니 (브라질) 사무엘 나시멘토 (브라질)   | 오존 엔초 2 진 부메랑 10             | 패러글라이더 직선 거리                           | [ 36 ] [ 37 ] [ 38 ] [ 39 ] [ 40 ] |
| 클래스 R: 초경량 비행기              |                           |                                                                                                |                                      |                                                  |                                    |
| 2002년 2월 14일                      | 187 km/h                  | 줄리안 해리스 (영국) 밥 샤프 (영국)                                                            | 자비루 항공기 UL                     | 3축 비행속도기록                                 | [ 41 ]                             |
| 클래스 U: 무인 항공기                |                           |                                                                                                |                                      |                                                  |                                    |
| 2001년 8월 14일                      | 96,863 피트 (29,524 m)    | 그렉 켄달이 원격 조종 (미국)                                                                   | 에어로바이런먼트 헬리오스 프로토타입 | 날개 달린 항공기에 의한 지속 수평 비행 고도 기록 | [ 42 ] [ 43 ]                      |

## 수상

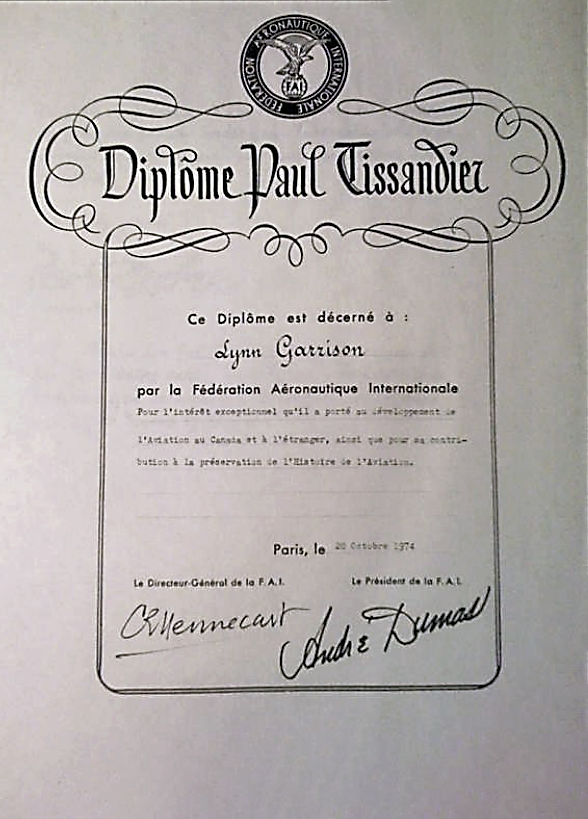
폴 티상디에 디플롬

FAI 골드 에어 메달은 1924년에 제정되어 1925년에 처음 수여되었다. 이 메달은 활동, 작업, 업적, 주도권 또는 항공 분야에 대한 헌신을 통해 항공 발전에 크게 기여한 사람들에게 수여된다. FAI는 또한 일반 항공 및 특히 스포츠 항공 발전에 기여한 사람들에게 1952년부터 폴 티상디에 디플롬을 수여하고 있다.
FAI는 다음 항공 스포츠 각각에 대해 상을 수여한다.
- 기구 비행 부문 수상:
  - 몽골피에 기구 비행 디플롬
  - 산토스 뒤몽 골드 에어십 메달
- 일반 항공 부문 수상:
  - 찰스 린드버그 일반 항공 디플롬
- 활공 부문 수상:
  - 릴리엔탈 활공 메달
  - 펠라기아 마예프스카 활공 메달
  - 피라트 게리거 디플롬
- 로터크래프트 부문 수상:
  - FAI 골드 로터크래프트 메달
- 낙하산 비행 부문 수상:
  - FAI 골드 낙하산 비행 메달
  - 레오나르도 다 빈치 낙하산 비행 디플롬
  - 파우스트 브란치치 메달
- 항공모형 부문 수상:
  - FAI 항공모형 골드 메달
  - 안드레이 투폴레프 항공모형 메달
  - 알폰스 페노 항공모형 디플롬
  - 안토노프 항공모형 디플롬
  - 안드레이 투폴레프 항공모형 디플롬
  - 프랭크 엘링 디플롬
- 곡예비행 부문 수상:
  - 레옹 비안코토 곡예비행 디플롬
- 우주 비행 부문 수상:
  - 유리 가가린 골드 메달
  - V.M. 코마로프 디플롬
  - 코롤료프 디플롬
  - 오디세이 디플롬
- 행글라이딩 부문 수상:
  - 페페 로페스 메달
  - FAI 행글라이딩 디플롬
- 초경량 비행 부문 수상:
  - 콜리브리 디플롬
  - 앤 웰치 디플롬
- 항공 및 우주 교육 부문 수상:
  - 나일 골드 메달
- 아마추어 제작 항공기 부문 수상:
  - 피닉스 디플롬
  - 피닉스 그룹 디플롬
  - 앙리 미네 디플롬[21]

## FAI 청년 예술가 공모전
FAI 청년 예술가 공모전은 6세에서 17세 사이의 청소년을 위한 국제 회화 공모전이다. 각 FAI 회원국이 자국에서 공모전을 조직하고, 국가 우승자들은 매년 국제 심사단에 제출된다.

## 회원국

### 활동 회원국
| 국가                  | 회원 명칭                                                              | 가입 연도 |
| --------------------- | ---------------------------------------------------------------------- | --------- |
| 알바니아              | 페데라타 슈키프타레 에 에어로노티커스                                  | 2000      |
| 알제리                | 페데라시옹 알제리엔 데 스포츠 에리앙                                   |           |
| 아르헨티나            | 콘페데라시온 아르헨티나 데 엔티다데스 에로데포르티바스                 | 1910      |
| 호주                  | 호주 스포츠 항공 연맹                                                  | 1948      |
| 오스트리아            | 외스터라이히셔 에어로 클럽                                             | 1910      |
| 아제르바이잔          | 아제르바이잔 하바 베 엑스트레말 이드만 뇌블레리 페데라시야시           | 2000      |
| 벨라루스              | 벨라루스 항공 스포츠 연맹 (정지)                                       | 1994      |
| 벨기에                | 로열 벨기에 에어로 클럽                                                | 1905      |
| 보스니아 헤르체고비나 | 바즈두호플로브니 사베즈 보스네 이 헤르체고비네                         | 1996      |
| 브라질                | 코미사오 데 에로데스포르토 브라질레이라                                | 1919      |
| 불가리아              | 불가르스키 나치오날렌 에어로클럽                                       | 1934      |
| 캐나다                | 캐나다 에어로 클럽                                                     | 1931      |
| 칠레                  | 페데라시온 에레아 데 칠레                                              | 1921      |
| 중화인민공화국        | 중국 항공 스포츠 연맹                                                  | 1921      |
| 중화민국              | 중화 타이베이 에어로스포츠 연맹                                        | 1990      |
| 콜롬비아              | 페데라시온 콜롬비아나 데 데포르테스 에레오스 "페데라에로스"            | 1951      |
| 크로아티아            | 흐르바츠키 즈라코플로브니 사베즈                                       | 1992      |
| 쿠바                  | 쿠바 항공 클럽                                                         | 1927      |
| 키프로스              | 키프리아키 에라틀리티키 오모스폰디아                                   | 1961      |
| 체코                  | 에어로클럽 체스케 레푸블리키                                           | 1920      |
| 덴마크                | 콩겔리그 단스크 에어로클럽                                             | 1909      |
| 이집트                | 이집트 항공 클럽                                                       | 1911      |
| 에스토니아            | 에스티 레니스포르디 페데라치온                                         | 1938      |
| 핀란드                | 수오멘 일마일룰리토 리                                                 | 1921      |
| 프랑스                | 에어로 클럽 드 프랑스                                                  | 1905      |
| 독일                  | 도이치 에어로 클럽 e.V.                                                | 1905      |
| 그리스                | 엘리니키 에라틀리티키 오모스폰디아                                     | 1931      |
| 과테말라              | 아소시아시온 과테말테카 데 데포르테스 에레오스                         | 1953      |
| 홍콩                  | 홍콩 항공 클럽 유한회사                                                | 1977      |
| 헝가리                | 마쟈르 레퓰뢰 에스 레기스포르트 쇠베체그                               | 1910      |
| 아이슬란드            | 플루그말라펠라그 이슬란즈                                              | 1937      |
| 인도                  | 인도 항공 클럽                                                         | 1949      |
| 인도네시아            | 페데라시 에어로 스포츠 인도네시아                                      | 1973      |
| 아일랜드              | 아일랜드 국립 항공 클럽                                                | 1946      |
| 이란 이슬람 공화국    | 카눈 하바나바르디예 이란                                               | 1964      |
| 이스라엘              | 이스라엘 항공 클럽                                                     | 1951      |
| 이탈리아              | 에어로 클럽 디탈리아                                                   | 1905      |
| 일본                  | 니폰 코쿠 쿄카이                                                       | 1919      |
| 요르단                | 요르단 왕립 항공 스포츠 클럽                                           | 2005      |
| 카자흐스탄            | 카자흐스탄 항공 스포츠 연맹                                            | 1994      |
| 코소보                | 페데라타 에어로노티케 에 코소베스                                      | 2015      |
| 쿠웨이트              | 쿠웨이트 과학 클럽                                                     | 1972      |
| 라트비아              | 라트비아스 에어로클럽스                                                | 1938      |
| 레바논                | 에어로 클럽 뒤 리반                                                    | 1924      |
| 리비아                | 리비아 항공 스포츠 연맹                                                | 1975      |
| 리투아니아            | 리투아니아스 에어로클럽스                                              | 1931      |
| 룩셈부르크            | 페데라시옹 에어로노티크 룩셈부르주아즈                                 | 1929      |
| 말레이시아            | 페르세쿠투안 수칸 우다라 말레이시아                                    | 1961      |
| 몰도바                | 페데라티아 데 파라판티즘 딘 레푸블리카 몰도바                          | 1997      |
| 몽골                  | 몽골 항공 스포츠 연맹                                                  | 2006      |
| 몬테네그로            | 바즈두호플로브니 사베즈 츠르네 고레                                    | 1922      |
| 모로코                | 페데라시옹 로얄 마로케인 드 L'아비아시옹 레제르 에 스포르티브          | 1952      |
| 모잠비크              | 에어로클루브 데 모잠비크                                               | 1986      |
| 네팔                  | 네팔 항공 스포츠 협회                                                  | 2002      |
| 네덜란드              | 콘인클리케 네덜란드세 베레니힝 보르 뤼흐트바르트                       | 1909      |
| 뉴질랜드              | 로열 뉴질랜드 에어로 클럽 Inc.                                         | 1952      |
| 북마케도니아          | 보즈두호플로브나 페데라치야 나 마케도니야                              | 1993      |
| 노르웨이              | 노르게스 루프트스포르트포르분트                                        | 1909      |
| 파키스탄              | 올 파키스탄 에어로 모델링 & 울트라라이트 협회                          | 1955      |
| 필리핀                | 3D 에어 스포츠 앤 하비즈 어소시에이션, Incorporated                    | 1965      |
| 폴란드                | 에어로클럽 폴스키                                                      | 1920      |
| 포르투갈              | 에어로 클럽 데 포르투갈                                                | 1913      |
| 카타르                | 카타르 항공 스포츠 위원회                                              | 2002      |
| 대한민국              | 대한민국 항공회                                                        | 1959      |
| 루마니아              | 페데라티아 에어로노티카 로마나                                         | 1923      |
| 러시아                | 페데라치아 아브치오노고 스포르타 로시 (정지)                           | 1909      |
| 산마리노              | 페데라치오네 에어로노티카 삼마리네세                                   | 1971      |
| 사우디아라비아        | 사우디 항공 클럽                                                       | 1997      |
| 세르비아              | 바즈두호플로브니 사베즈 세르비예                                       | 1922      |
| 싱가포르              | 싱가포르 항공 스포츠 연맹                                              | 1984      |
| 슬로바키아            | 슬로벤스키 나로드니 에어로클럽 겐. M.R. 슈테파니카                     | 1920      |
| 슬로베니아            | 레탈스카 즈베자 슬로베니아                                             | 1992      |
| 남아프리카 공화국     | 남아프리카 항공 클럽                                                   | 1938      |
| 스페인                | 레알 페데라시온 에로아우티카 에스파뇰라                                | 1905      |
| 스웨덴                | 스벤스카 플릭스포르트포르분데트                                        | 1907      |
| 스위스                | 에어로 클럽 데어 스위스                                                | 1905      |
| 태국                  | 태국 왕립 항공 스포츠 협회                                             | 1979      |
| 튀니지                | 페데라시옹 튀니지엔 다에로노티크 에 다에로모델리즘                     | 2015      |
| 튀르키예              | 튀르크 하바 쿠루무                                                     | 1925      |
| 우크라이나            | 우크라이나 항공 스포츠 연맹                                            | 1992      |
| 아랍에미리트          | 아랍에미리트 항공 협회                                                 | 1980      |
| 영국                  | 영국 왕립 항공 클럽                                                    | 1905      |
| 미국                  | 미국 국립 항공 협회                                                    | 1905      |
| 우즈베키스탄          | 텍니크 바 암리 스포르트 투르라리 마르카지                              | 1995      |
| 베네수엘라            | 아소시아시온 베네수엘라나 데 로스 데포르테스 에어로노티코스 (A.V.D.A.) | 1952      |
| 베트남                | 하노이 항공 스포츠 협회                                                |           |

### 준회원
| 국가         | 회원 명칭                                                                      |
| ------------ | ------------------------------------------------------------------------------ |
| 리히텐슈타인 | 모형 비행 그룹 리히텐슈타인 리히텐슈타인 행글라이더 연맹                       |
| 오만         | 오만 국립 자유 낙하 팀                                                         |
| 파라과이     | 아소시아시온 파라과야 파라카이디스모 데포르티보                                |
| 포르투갈     | 페데라사오 포르투게사 데 에어로모델리스모 페데라사오 포르투게사 데 보오 리브레 |
| 카타르       | 카타르 RC 스포츠 센터                                                          |
| 루마니아     | 페데라티아 로마나 데 모델리스모                                                |
| 우루과이     | 아소시아시온 우루과야 데 파라펜테                                              |

### 제휴 회원
| 국가 |                      |
| ---- | -------------------- |
| -    | 콜파르               |
| -    | 유럽 에어스포츠      |
| -    | OSTIV                |
| -    | 세겔플룩스제네 GGMBH |

### 임시 회원
| 국가               | 회원 명칭                                                 |
| ------------------ | --------------------------------------------------------- |
| 아르메니아         | 항공모형 및 우주모형 스포츠 국가 위원회                   |
| 엘살바도르         | 페데라시온 살바도레냐 데 파라카이디스모 이 에로데포르테스 |
| 이라크             | 알-소쿠르 에어로 클럽                                     |
| 라오스             | 라오 항공 스포츠 클럽                                     |
| 파라과이           | 아소시아시온 파라과야 파라카이디스모 데포르티보           |
| 시리아 아랍 공화국 | 시리아 낙하산 연맹                                        |
| 베트남             | 하노이 항공 스포츠 협회                                   |

### 정지 회원
| 국가       | 회원 명칭                                 |
| ---------- | ----------------------------------------- |
| 보츠와나   | 보츠와나 낙하산 협회                      |
| 에콰도르   | 클럽 데 에어로모델리스모 키토             |
| 이라크     | 이라크 항공 연맹                          |
| 멕시코     | 페데라시온 멕시카나 데 에어로노티카, A.C. |
| 모나코     | 에어로 클럽 데 모나코                     |
| 팔레스타인 | 팔레스타인 항공 스포츠 연맹               |
| 페루       | 페데라시온 페루아나 에로데포르티바        |

## 같이 보기
- 국제 자동차 연맹
- 국제 모터사이클 연맹